# دنی کورمنز
دنی کُوِرمنز (هلندی: Danny Koevermans؛ زادهٔ ۱ نوامبر ۱۹۷۸) یک بازیکن فوتبال اهل هلند است.

## باشگاهی
از باشگاه‌هایی که در آن بازی کرده‌است می‌توان به باشگاه فوتبال تورنتو، باشگاه فوتبال اسپارتا روتردام، باشگاه فوتبال پی‌اس‌وی آیندهوون، باشگاه فوتبال آزد آلکمار، باشگاه فوتبال اوترخت، و تیم ملی فوتبال هلند اشاره کرد.

## تیم ملی
وی همچنین در تیم ملی فوتبال هلند بازی کرده‌است.